# Адлерфельт, Густав
Густав Адлерфельд (швед. Gustaf Adlerfelt; 1671, Стокгольм — 8 июля 1709, Полтава) — камергер Карла XII, автор дневника. 

## Биография
Занимая должность камергера Карла XII, он сопровождал его во время Северной войны и оставил после себя дневник с описанием военных действий от начала войны до сражения под Полтавой. В этом сражении Адлерфельд был убит пушечным ядром возле носилок Карла XII. 
Рукопись Адлерфельта была захвачена русскими после битвы вместе с багажом принца Вюртембергского, но Петр I вскоре отпустил принца на свободу, вернув ему весь багаж вместе с рукописью. 
Труд Адлерфельда, представляющий ценный источник для изучения Северной войны, был переведен на французский и издан его сыном в 1740 году в Амстердаме под заглавием «Histoire militaire de Charles XII, roi de Suéde, depuis l’an 1700 jusqu'à la bataille de Pultawa en 1709, écrite par ordre exprés de Sa Majesté par Mr. Gustave Adlerfeld, Chambellan du Roi» («Военная история шведского короля Карла XII с 1700 г. до Полтавской баталии 1709 г., написанная королевским камергером Густавом Адлерфельдом по личному приказу Его Величества»).